# Бузок амурський
Бузо́к аму́рський (Syrínga amurénsis) — вид роду бузок (Syrínga) родини маслинових (Oleaceae).

## Поширення
Батьківщина бузку амурського — Маньчжурія, Приморський і Хабаровський краї, Амурська область, Китай, півострів Корея. Росте в змішаних долинних лісах і чагарниках, рідше на лісистих схилах. У гори піднімається до 600 м над рівнем моря.

## Ботанічний опис
Дерево до 10 м, рідше 12-15 м заввишки і 20-30 см в діаметрі, рідше багатостовбурний листопадний чагарник.
Кора темно-сіра або бура, з добре помітними білими поперечними сочевичками. Молоді пагони червоно-бурі.
Листя 5-11 см завдовжки, зелене, еліпсовою-серцеподібне, схоже на листя бузку звичайного.
Суцвіття великі до 20-25 см завдовжки і до 20 см в діаметрі. Квітки білі або дещо кремові, дрібні, 5-6 мм в діаметрі, з сильним запахом. Цвіте в кінці червня — на початку липня. Цвітіння триває 2 тижні. Одна з найбільш морозостійких і посухостійких рослин роду бузок. Добре переносить міські умови. Розмножується насінням і зеленими живцями. Перші два роки росте повільно.
Деревина біла, тверда і важка. Живе до 90-100 років.